# Live Phish Volume 6
Live Phish Vol. 6 es un álbum en directo de la banda de rock estadounidense Phish grabado la primera noche de tres en el Worcester Centrum de Worcester Massachusetts el 27 de noviembre de 1998.

## Lista de canciones

### Disco 1
1. "Funky Bitch" (Seals) - 6:56
2. "Ya Mar" (Ferguson) - 10:40
3. "Carini" (Anastasio, Fishman, Gordon, McConnell) - 5:51
4. "Runaway Jim" (Abrahams, Anastasio) - 9:21
5. "Meat" (Anastasio, Fishman, Gordon, Marshall, McConnell) - 4:52
6. "Reba"
7. "Old Home Place"
8. "Dogs Stole Things"

### Disco 2
1. "Vultures" (Anastasio, Herman, Marshall) - 7:13
2. "When the Circus Comes" (Hidalgo, Pérez) - 5:29
3. "Birds of a Feather" (Anastasio, Fishman, Gordon, Marshall, McConnell) - 9:01 ->
4. "Buried Alive" (Anastasio) - 3:37 ->
5. "Wipeout" (Berryhill, Connolly, Fuller, Wilson) - 2:01 ->
6. "Chalk Dust Torture" (Anastasio, Marshall) - 3:33 ->
7. "Mirror in the Bathroom" (Charlery, Cox, Morton, Steele, Wakeling) - 0:58 ->
8. "Chalk Dust Torture" (Anastasio, Marshall) - 4:09
9. "Dog Log" (Anastasio) - 2:46
10. "Sanity" (Anastasio, Fishman, Gordon, McConnell, Pollak) - 4:52
11. "Buffalo Bill" (Anastasio, Marshall) - 3:35

### Disco 3
1. "Mike's Song" (Gordon) - 10:28 ->
2. "I Am Hydrogen" (Anastasio, Daubert, Marshall) - 6:48 ->
3. "Weekapaug Groove" (Anastasio, Fishman, Gordon, McConnell) - 20:13
4. "Run Like an Antelope" (Anastasio, Marshall, Pollak) - 15:47
5. "Wading in the Velvet Sea" (Anastasio, Marshall) - 6:47
6. "Golgi Apparatus" (Anastasio, Marshall, Szuter, Woolf) 4:33
7. "Wipeout" (Berryhill, Connolly, Fuller, Wilson) - 2:02

## Personal
- Trey Anastasio - guitarra, voz
- Page McConnell - piano, órgano, voz
- Mike Gordon - bajo, voz
- Jon Fishman - batería, aspiradora , voz